# Davlameti
Davlameti là một thị trấn thống kê (census town) của quận Nagpur thuộc bang Maharashtra, Ấn Độ.

## Nhân khẩu
Theo điều tra dân số năm 2001 của Ấn Độ, Davlameti có dân số 8807 người. Phái nam chiếm 52% tổng số dân và phái nữ chiếm 48%. Davlameti có tỷ lệ 77% biết đọc biết viết, cao hơn tỷ lệ trung bình toàn quốc là 59,5%: tỷ lệ cho phái nam là 86%, và tỷ lệ cho phái nữ là 67%. Tại Davlameti, 13% dân số nhỏ hơn 6 tuổi.